# Eleição municipal de Itapetininga em 1996
A eleição municipal de Itapetininga em 1996 foi o 12.º pleito eleitoral realizado na história do município. Ocorreu oficialmente em 3 de outubro e foi disputada em turno único, dado que Itapetininga por não ter 200 000 eleitores registrados e aptos ao voto, não atende ao critério eleitoral definido pelo inciso II do artigo nº 29 da Constituição Federal para a realização de um 2.º turno caso nenhum dos candidatos à prefeito alcance maioria absoluta dos votos. Neste caso, o(a) vencedor(a) é escolhido por maioria simples.
Segundo dados do Tribunal Superior Eleitoral, 65 255 eleitores compunham o eleitorado itapetiningano apto a votar para eleger 1 prefeito, 1 vice–prefeito e 19 vereadores para a Câmara Municipal em 1996.

## Candidaturas oficiais
| Nº | Nome                 | Partido | Vice               | Situação   |
| -- | -------------------- | ------- | ------------------ | ---------- |
| 25 | José Carlos Tardelli | PFL     | Zito Prestes (PFL) | Eleito     |
| 27 | Edson Vieira         | PSDC    | desconhecido       | Não eleito |
| 45 | Edson Giriboni       | PSDB    | desconhecido       | Não eleito |

## Resultados eleitorais

### Prefeito(a) eleito(a)
| Candidatos a prefeito(a)   | Candidatos a prefeito(a)   | Candidatos a vice-prefeito(a) | Votação | Votação     |
| Candidatos a prefeito(a)   | Candidatos a prefeito(a)   | Candidatos a vice-prefeito(a) | Total   | Porcentagem |
| -------------------------- | -------------------------- | ----------------------------- | ------- | ----------- |
|                            | José Carlos Tardelli (PFL) | Zito Prestes (PFL)            | 33 152  | 65,37%      |
|                            | Edson Giriboni (PSDB)      | desconhecido(a)               | 16 513  | 32,56%      |
|                            | Edson Vieira (PSDC)        | desconhecido(a)               | 1 050   | 2,07%       |
| Total de votos válidos     | Total de votos válidos     | Total de votos válidos        | 50 715  | 50 715      |
| Votos apurados             |                            |                               |         |             |
| Votos válidos              | Votos válidos              | Votos válidos                 | 50 715  | 90,25%      |
| Votos em branco            | Votos em branco            | Votos em branco               | 1 365   | 2,43%       |
| Votos nulos                | Votos nulos                | Votos nulos                   | 4 111   | 7,32%       |
| Total de votos apurados    | Total de votos apurados    | Total de votos apurados       | 56 191  | 56 191      |
| Participação do eleitorado |                            |                               |         |             |
| Comparecimentos            | Comparecimentos            | Comparecimentos               | 56 191  | 86,11%      |
| Abstenções                 | Abstenções                 | Abstenções                    | 9 064   | 13,89%      |
| Total de eleitores aptos   | Total de eleitores aptos   | Total de eleitores aptos      | 65 255  | 65 255      |
| Fonte: Fundação SEADE      |                            |                               |         |             |

### Vereadores (re)eleitos
No sistema proporcional, pelo qual são eleitos os vereadores, o voto dado a um candidato é primeiro considerado para o partido ao qual ele é filiado. O total de votos de um partido é que define quantas cadeiras ele terá. Definidas as cadeiras, os candidatos mais votados do partido são chamados a ocupá-las. Abaixo encontram-se os candidatos a vereador eleitos, reeleitos e os que ficaram como suplentes para a 12.ª legislatura, iniciada em 1 de janeiro de 1997 e concluída em 31 de dezembro de 2000.
| Nº    | Nome                      | Partido | Votos Totais | Porcentagem | Situação    |
| ----- | ------------------------- | ------- | ------------ | ----------- | ----------- |
| 14690 | Eduardo Tsukamoto         | PTB     | 2 425        | 4,32%       | Reeleito(a) |
| 11611 | Fernando Rosa             | PPB     | 1 894        | 3,37%       | Reeleito(a) |
| 25640 | Xilim                     | PFL     | 1 736        | 3,09%       | Reeleito(a) |
| 11699 | Omar José Ozi             | PPB     | 1 490        | 2,65%       | Reeleito(a) |
| 15601 | Araci Bonifácio           | PMDB    | 1 480        | 2,63%       | Reeleito(a) |
| 14644 | Márcio Camilo             | PTB     | 1 201        | 2,14%       | Reeleito(a) |
| 12605 | José de Faria             | PDT     | 1 186        | 2,11%       | Reeleito(a) |
| 15636 | Oswaldo Piedade Jr.       | PMDB    | 992          | 1,77%       | Reeleito(a) |
| 25610 | Leila Tardelli            | PFL     | 942          | 1,68%       | Eleito(a)   |
| 17667 | Antonio Carlos            | PSL     | 921          | 1,64%       | Reeleito(a) |
| 15605 | Gentil de Araújo          | PMDB    | 911          | 1,62%       | Eleito(a)   |
| 25660 | Hiram Jr.                 | PFL     | 908          | 1,62%       | Eleito(a)   |
| 12650 | José Ribeiro              | PDT     | 869          | 1,55%       | Reeleito(a) |
| 45650 | José Vicente              | PSDB    | 849          | 1,51%       | Reeleito(a) |
| 45677 | Sebastião Nery            | PSDB    | 805          | 1,43%       | Suplente    |
| 45636 | Carlos de Oliveira        | PSDB    | 708          | 1,26%       | Suplente    |
| 25625 | Rafael Martins            | PFL     | 704          | 1,25%       | Eleito(a)   |
| 17602 | Flávio Rubens             | PSL     | 685          | 1,22%       | Eleito(a)   |
| 25616 | Maria de Lourdes Bertolli | PFL     | 677          | 1,20%       | Eleito(a)   |
| 25641 | Jorge Cândido             | PFL     | 677          | 1,20%       | Suplente    |
| 25690 | Jair Sene                 | PFL     | 671          | 1,19%       | Suplente    |
| 25651 | Décio Silva Janez         | PFL     | 670          | 1,19%       | Suplente    |
| 17617 | Antonio Corrêa            | PSL     | 616          | 1,10%       | Suplente    |
| 14628 | Maria das Dores Gomes     | PTB     | 588          | 1,05%       | Eleito(a)   |
| 14648 | Benedito Camargo          | PTB     | 560          | 1,00%       | Reeleito(a) |